# 長田智希
長田 智希（おさだ ともき、1999年11月25日 - ）は、ジャパンラグビーリーグワン埼玉パナソニックワイルドナイツに所属するラグビー選手。

## プロフィール
- 京都府大山崎町出身[1]。
- ポジションはセンター(CTB)。
- 身長 179 cm、体重 90 kg
- U20日本代表に選ばれたことがある[2]。
- 日本代表キャップは17。（2024年11月24日現在）
- ニックネームは「おっさん」[3][4][5]

## 略歴
小学4年生から亀岡ラグビースクールにてラグビーを始める。
2018年、東海大仰星高校卒業後、早稲田大学に入学。なお東海大仰星高校時代、主将を務めて、高校日本代表に選ばれたことがある。
2021年、早稲田大学ラグビー蹴球部の主将に就任。
2022年、埼玉パナソニックワイルドナイツに加入。
2023年1月21日に行われたJAPAN RUGBY LEAGUE ONE第5節リコーブラックラムズ東京戦にて先発出場でリーグワン公式戦初出場を果たした。
2023年7月22日に行われたリポビタンDチャレンジカップ2023サモア戦にて途中出場で日本代表初キャップ獲得して、同年8月、ラグビーワールドカップ2023の日本代表に選ばれた。

## 受賞歴
- 2022-23リーグワンベスト15 新人賞